# Densidad superficial
En física, la densidad de área , o densidad por unidad de superficie , se representa por la letra griega σ y se refiere a la cantidad de masa, carga u otra magnitud o propiedad físicas que posee un material por unidad de área.

{\displaystyle \sigma ={\frac {m}{A}}}

Este concepto se utiliza ampliamente en:
- Acústica, ya que los materiales con alta densidad superficial sirven como aislante acústico.
- Electromagnetismo donde las cargas de un sistema en general se suelen medir en densidades de superficie.